# Kirche Hl. Großmärtyrer Dimitri (Vlajići)
Die Kirche Hl. Großmärtyrer Dimitri (serbisch: Црква светог великомученика Димитрија, Crkva svetog velikomučenika Dimitrija) im Dorf Vlajići in der Opština Teslić ist eine serbisch-orthodoxe Kirche in Bosnien und Herzegowina.
Die von 2002 bis 2007 erbaute Kirche ist dem Hl. Großmärtyrer Dimitri geweiht. Sie ist eine Filialkirche der Pfarrei III der Dreifaltigkeitskirche in Teslić im Dekanat Teslić der Eparchie Zvornik-Tuzla der Serbisch-Orthodoxen Kirche.

## Lage
Die Kirche steht im Dorfteil Gornji Vlajići des Dorfes Vlajići in der Opština Teslić in der Republika Srpska. Das Dorf liegt südwestlich der Gemeindehauptstadt Teslić.
Im Dorfteil Donji Vlajići steht die Serbisch-orthodoxe Kirche Hl. Großmärtyrer Georg, eine Filialkirche der Pfarrei II der Kirche Hl. Prophet Elias in Teslić. Bei dieser Kirche befindet sich der Serbisch-orthodoxe Dorffriedhof des Ortes.

## Geschichte
Der Bau der Kirche begann im Jahre 2002 und wurde im Jahr 2007 abgeschlossen. Am 9. September 2007 weihte der damalige Bischof der Eparchie Zvornik-Tuzla Vasilije (Kačavenda) die Kirche feierlich ein. Bei der Kirchenweihe wurde als Pate der Kirche Milan Bogdanić bestimmt.

## Architektur
Die einschiffige Kirche mit einer halbrunden Altar-Apsis im Osten und einem Kirchturm mitsamt Rundkuppel und dem Kircheneingang im Westen ist im modernen Serbisch-byzantinischen Stil erbaut.
Links neben der Tür des Kircheneingangs wurde eine kleine Gedenkplatte mit Informationen zur Kirche angebracht, über der Eingangstür befindet sich ein Patronatsmosaik des Hl. Dimitri.
Sie besitzt typisch für orthodoxe Kirchenbauten eine Ikonostase mitsamt Ikonen. Zurzeit ist das Kircheninnere nicht mit Fresken bemalt.